# Sini Häkkinen
Sini Häkkinen est une ancienne joueuse finlandaise de volley-ball née le 19 mars 1990 à Saarijärvi. Elle mesure 1,83 m et jouait au poste de réceptionneuse-attaquante. Elle a totalisé 12 sélections en équipe de Finlande.

## Clubs
| Club                  | De        | À         |
| --------------------- | --------- | --------- |
| Pislaploki Pihtipudas | 2006-2007 | 2007-2008 |
| LP Viesti Salo        | 2008-2009 | 2013-2014 |

## Palmarès
- Championnat de Finlande (6x)
  - Vainqueur : 2009, 2010, 2011, 2012, 2013, 2014.
- Coupe de Finlande (4x)
  - Vainqueur : 2008, 2009, 2010, 2011.
  - Finaliste : 2012, 2013.